# Chunking (psykologi)
Inom kognitiv psykologi är chunking en process genom vilken enskilda delar av en informationsuppsättning bryts ner i enheter och sedan grupperas i en meningsfull helhet. De block informationen grupperas in i, är avsedda att förbättra kortsiktig lagring av information och på så vis kringgå arbetsminnets begränsade kapacitet. Detta för att göra det möjligt för arbetsminnet att istället fokusera på bearbetning informationen och därav göra arbetsminnet mer effektivt. Ett block är en samling grundläggande bekanta enheter som har grupperats och lagrats i en persons minne. Dessa block kan lättare ihågkommas på grund av att de är enklare att relatera till. Man tror att individer skapar högre ordningars kognitiva representationer av enheterna i blocken eftersom enheterna är lättare att komma ihåg i grupp än de enskilda föremålen var för sig. Dessa block kan vara mycket subjektiva eftersom de förlitar sig på individens uppfattningar och tidigare erfarenheter som kan kopplas till informationsuppsättningen. Storlekarna på blocken varierar i allmänhet mellan två och sex enheter, men detta skiljer sig ofta beroende på språk och kultur hos den som testas.
Enligt Johnson (1970) finns det fyra huvudkoncept associerade med minnesprocessen för chunking: block, minneskod, avkodning och omkodning. Blocket som tidigare nämnts, är en sekvens av information en individ vill minnas, som kan bestå av angränsande termer. Dessa enheter eller informationsuppsättningar lagras i samma minneskod. Omkodning är en process där man lär sig minneskoden för ett block och avkodning är när koden översätts till informationen som den representerar.
Fenomenet chunking som minnesmekanism observeras lätt i hur individer grupperar nummer och annan information i det dagliga livet. Till exempel när vi försöker minnas ett nummer som är grupperade 12, 10 och 1946 istället för 12101946, så kan vi skapa en minnesteknik som kodar numret som dag, månad och år. Detta nummer skulle sedan lagras som den 10 december 1946 istället för en rad med åtta siffror. Ett annat beskrivande exempel på den begränsade kapaciteten hos arbetsminnet är det som föreslagits av kognitionsforskaren George Miller: När vi kommer ihåg ett mobilnummer som 9849523450, kan vi gruppera det i blocken 98, 495, 234 och 50 så att i stället för att komma ihåg tio separata siffror, kommer vi ihåg endast fyra grupper av siffror. Att komma ihåg ett helt block underlättas av att man har lagrat början av ett block i sitt arbetsminne, detta leder till att vi kan använda långtidsminnet för att räkna ut resten av enheterna i blocket.